# Carbonera petita
La carbonera petita (Russula densifolia), també anomenada cualbra carbonera densifòlia és un bolet del grup de les carboneres que pertany a la família de les russulàcies. Com indica l'epítet específic és un bolet més aviat menut, de làmines molt juntes i que gairebé no piquen al tastar-les

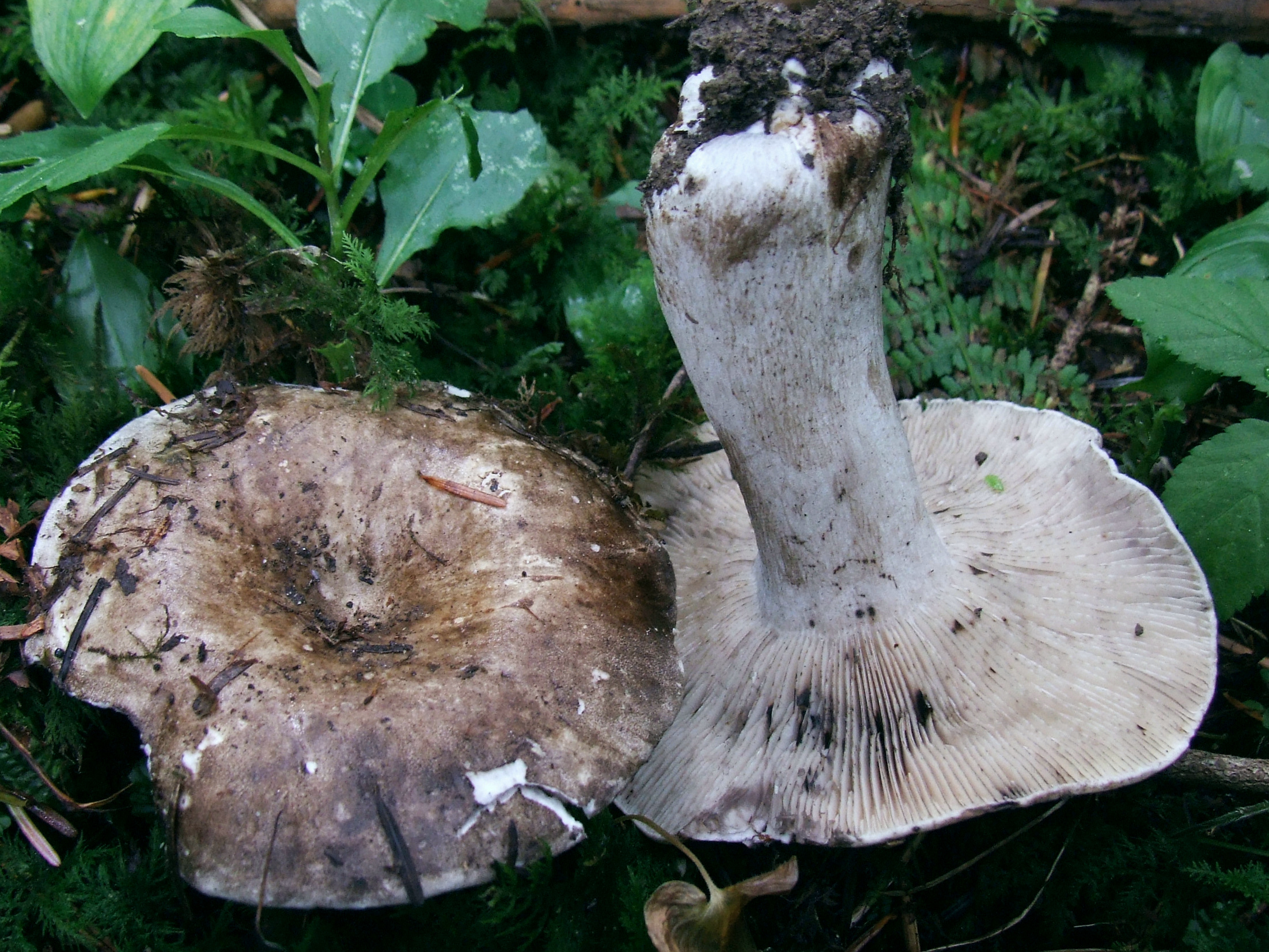
Carbonera petita (Russula densifolia)

## Morfologia
Barret més aviat petit pel que fa al grup de cualbres carboneres (4-7 cm), lleugerament umbilicat en madurar, de color blanc a blanquinós en el jove, ben aviat bru grisenc o bru cafè amb llet, el marge es manté molt de temps de color blanquinós; superfície ben aviat mat, seca, mai viscosa en l'adult.
Làmines molt denses (9-14 per cm), regulars, estretes, fines, amb múltiples lamel·les però cap làmina forcada, de color crem ocràci pàl·lid, sense tints rosacis, l'aresta griseja al frec i més tard ennegreix, dolça al tast o lleugerament picant.
Cama robusta, plena, de superfície mat, pruïnosa, de color blanc, de bru vermellosa a grisenca o negrosa al frec.
Carn dura i compacta, al tall es torna lentament i clara d'un color vermell sang, després vira lentament al negre, dolcenca al tast, olor no apreciable.

## Hàbitat
Comú, des de finals d'estiu a finals de tardor; sembla preferir sòls àcids; des de l'estadi subalpí a la terra baixa; creix en boscos de planifolis (alzina, roures, faig) i coníferes (Pinus halepensis, P. sylvestris, P. radiata).

## Observacions
Fe+ de color vermell-taronjat, més tard de color verd
Fenol +: lentament rosa salmó, més tard bru-porpra.
Guaiac +: Ràpida i intensa.

## Comestibilitat
No és comestible.